# Миллер, Александр Яковлевич
Александр Яковлевич Миллер (1868 — 16 марта 1940, Леваллуа-Перре) — российский дипломат, востоковед, действительный статский советник.

## Биография
Родился в семье врача. С 1893 года на службе в Министерстве иностранных дел.
- 1894—1899 — драгоман политического агентства в Бухаре.
- 1899—1905 — вице-консул в Сейстане.
- 1906 — 1-й драгоман миссии в Тегеране.
- 1907—1908 — консул в Ливерпуле.
- ноябрь 1908—1910 — консул в Астрабаде.
- октябрь 1910 — январь 1913 — генеральный консул в Тавризе.
- 1913—1915 — дипломатический агент в Урге (Монголия).
- 1915—1916 — генеральный консул в Урге.
- С марта 1916 — резидент в Бухарском эмирате.
- С октября 1916 — политический агент в Бухарском эмирате.

В марте 1917 года — инициатор и руководитель проекта реформ в Бухарском эмирате, не нарушающих статуса его политической автономии. Оставался на посту до апреля 1917 года.
Во время гражданской войны — вольноопределяющийся лейб-гвардии Егерского полка; в Вооруженных силах Юга России (ВСЮР) и Русской Армии до эвакуации из Крыма. Эвакуирован на корабле «Великий Князь Александр Михайлович». В эмиграции во Франции, переводчик афганского посольства. Член объединения лейб-гвардии Егерского полка. Состоял членом Союза ревнителей памяти императора Николая II. В 1926 и 1927 годах выступал с докладами на собраниях Русского общества изучения Востока в Париже. В 1927 году — председатель на собрании Общества ориенталистов.
Автор ряда работ по истории азиатских стран.
Скончался 16 марта 1940 в Леваллуа-Перре под Парижем.
Его сестра Наталья (1875—1962) была матерью известного монголоведа А. Д. Симукова.